# Hookeria scabriseta
Hookeria scabriseta là một loài Rêu trong họ Hookeriaceae. Loài này được Hook. mô tả khoa học đầu tiên năm 1818.